# Chrysosoma interrogatum
Chrysosoma interrogatum är en tvåvingeart som beskrevs av Becker 1924. Chrysosoma interrogatum ingår i släktet Chrysosoma och familjen styltflugor.
Artens utbredningsområde är Taiwan. Inga underarter finns listade i Catalogue of Life.